# Torneio de Candidatos de 2008
O Torneio de Candidatos de 2008 foi a última etapa do ciclo de 2007-2010 para a escolha dos participantes que disputariam o título do Campeonato Mundial de Xadrez no final do ano de 2010 pela FIDE. Gata Kamsky, que havia vencido a Copa do Mundo de xadrez em 2007, disputou uma vaga na final contra Veselin Topalov, ex-campeão pela FIDE na cidade de Sófia em fevereiro de 2009. Viswanathan Anand, que havia vencido Vladimir Kramnik no ano anterior na final do mundial, disputou um match de revanche que daria como prêmio a outra vaga da final do ciclo. A disputa foi na cidade de Bonn em novembro de 2008.